# Domaine de la Baronnie (Douvres-la-Délivrande)
Ne doit pas être confondu avec Manoir de la Baronnie (Marcei).
Pour les articles homonymes, voir Domaine de la Baronnie.
Les logis de la Baronnie de Douvres-la-Délivrande sont une ancienne seigneurie de l'évêché de Bayeux. Les vestiges actuels comprennent un manoir dont la restauration s'est achevée en 2012, une grange, ainsi que les restes ténus d'une ancienne chapelle Saint-Symphorien. Les bâtiments constituent un rare exemple médiéval d'élément civil conservé.

## Localisation
Le domaine est situé dans le cœur de l'ancien bourg de Douvres, à moins de 300 m de l'église Saint-Rémi.

## Histoire

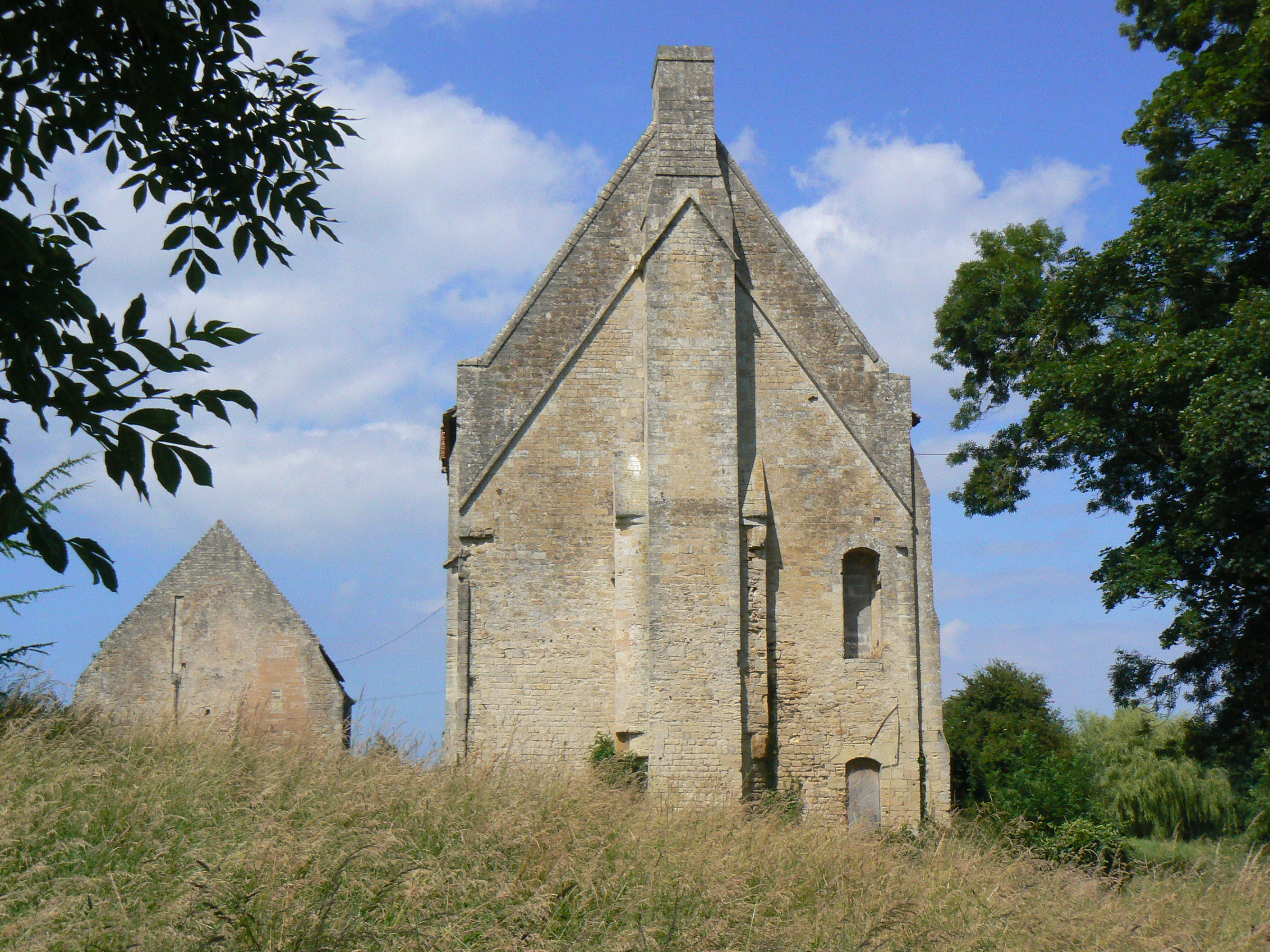
Vue sur les deux bâtisses du domaine en 2008, avant les travaux.

Baronnie épiscopale avec exploitation agricole, le fief de Douvres prend le titre de baronnie en 1072. Au Moyen Âge, la ville de Douvres-La-Délivrande était l'un des bourgs les plus peuplés du duché de Normandie[réf. nécessaire]. La famille qui résidait dans les actuels logis de la Baronnie étaient des proches de Guillaume le Conquérant qui ont su se distinguer par leur éducation et leur piété. Thomas de Douvres, 1er du nom devint archevêque d'York. Samson de Douvres, son frère fut promu chapelain de Guillaume le conquérant, trésorier de l'église de Bayeux puis évêque de Worcester. Son fils, Thomas de Douvres, 2e du nom, fut clerc de la chapelle de Henri Ier Beauclerc, roi d'Angleterre et fut sacré archevêque d'York comme son oncle avant lui. Sa fille, Isabelle de Douvres, reste célèbre pour avoir été la maitresse de Robert de Kent, fils bâtard du roi Henri Ier d'Angleterre. Son autre fils, Richard de Douvres fut évêque de Bayeux de 1107 à 1133. La baronnie est alors devenue bien de l'évêché de Bayeux et tous les évêques qui s'y succédèrent portèrent le titre de baron de Douvres, jusqu'à la Révolution.
Beaudouin IV de Reviers, vicomte de Douvres, administrateur de la baronnie à partir de 1135 joua également un grand rôle dans la ville de Douvres. C'est pendant qu'il résidait à la baronnie que fut découverte la statue miraculeuse de Notre-Dame de la Délivrande. C'est lui, qui avec l'accord de Richard II, évêque de Bayeux, fit construire la nouvelle chapelle Notre-Dame-de-la-Délivrande.
Les évêques de Bayeux se servirent longtemps de la baronnie comme résidence secondaire. On raconte[Qui ?] que plusieurs illustres personnages tels que l'archevêque de Rouen et le roi Louis XI lui-même, en pèlerinage à la Délivrande dormirent à la baronnie.
Confié à des métayers au cours du XVIIIe siècle, le domaine fut vendu comme bien national à la Révolution pour la somme de 50 400 livres.
En juin 1944, la Baronnie abrita un dispensaire pour soigner les blessés de Douvres.
En 1975, la ville de Douvres-la-Délivrande acquiert la nue-propriété du domaine. En 1986, au décès d'Agnès Aignan, compagne de Yvonne Paulmier (décédée en 1950) et usufruitière du site, la Baronnie appartient pleinement à la municipalité.
Une première tranche d'un coût d'1,6 million d'euros de travaux comprenant fouilles archéologiques, archéologie du bâti et étude architecturale du Grand Logis a été suivie par de gros travaux de rénovation extérieure et un aménagement intérieur, privilégiant l'état du logis au XIVe siècle. Depuis juin 2012, le Grand Logis est devenu un lieu de réceptions pour l'organisation d’événements privés.

## Architecture
Le site des logis de la Baronnie est classé monuments historiques depuis le 30 janvier 1995.
La mesure de protection concerne l'ensemble du site, éléments bâtis (manoir, grange essentiellement) mais aussi l'enclos de quatre hectares avec ses murs.
Le domaine possédait une grande salle dite aula détruite vraisemblablement par un incendie peu de temps après sa construction. Les restes des fondations ainsi que des éléments du pavage en ont été retrouvés lors de fouilles effectuées mais recouvertes par la suite pour éviter à ces vestiges de se dégrader.
Dans son état actuel, les constructions sont datables d'entre les XIIIe et XVe siècles.

### Le manoir ou Grand Logis
Le grand logis est daté des XIIIe et XIVe siècles. Grâce aux études d'Edward Impey, nous savons que le Grand Logis a été construit selon le schéma habituel d'un domaine anglo-normand : une grande salle (Impey emploie le terme anglais de Great Hall. Le terme latin d'aula est souvent rencontré) servant de pièce d'apparat, de réception, voire de salle de justice et un logis (désignée par les historiens anglais par le terme de chamber block, en latin camera, « la chambre ») où les gens dormaient. Le Grand Logis, après la destruction de la Grande-Salle suite probablement à un incendie, a été agrandi. Il a subi de nombreux aménagements surtout au XVIIe siècle. Après rénovation, le bâtiment a repris son aspect originel du moins dans son aspect extérieur. Au printemps 2010 des peintures médiévales ont été découvertes, notamment un départ de frise et un décor de faux-appareil.
Actuellement[Quand ?], le Grand Logis comprend quatre salles avec au sous-sol la salle des arcades (ancien cellier) de 41 m2; au rez-de-chaussée, la salle des Ornements de 44 m2 décorée d'une fresque murale ; et au premier étage la grande salle des Barons de 99 m2 donnant sur la salle des Évêques de 44 m2.

### La porterie
La porterie datée des XIVe et XVe siècles a fait l'objet de travaux de réfection au cours du XIXe siècle.

### La grange
La grange comporte des éléments du XIIIe siècle. Elle abritait une sellerie, une forge et une remise pour les voitures. Ce bâtiment, incendié et partiellement détruit en 1944, a été transformé en terrasse.

### Le jardin Bleu

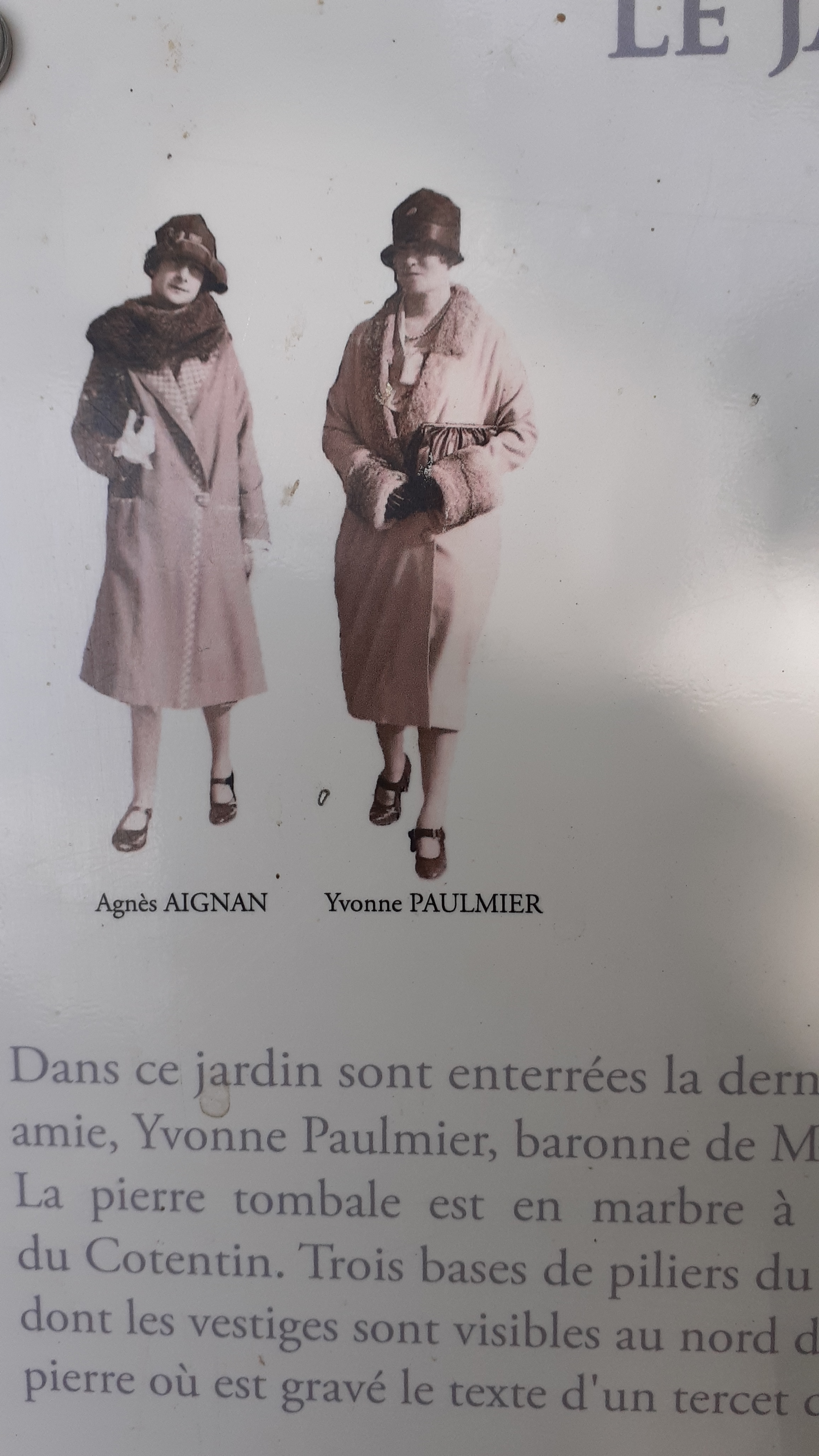
détail de la plaque Ville de Douvres-la-Délivandre présentant Agnès Aignan et Yvonne Paulmier

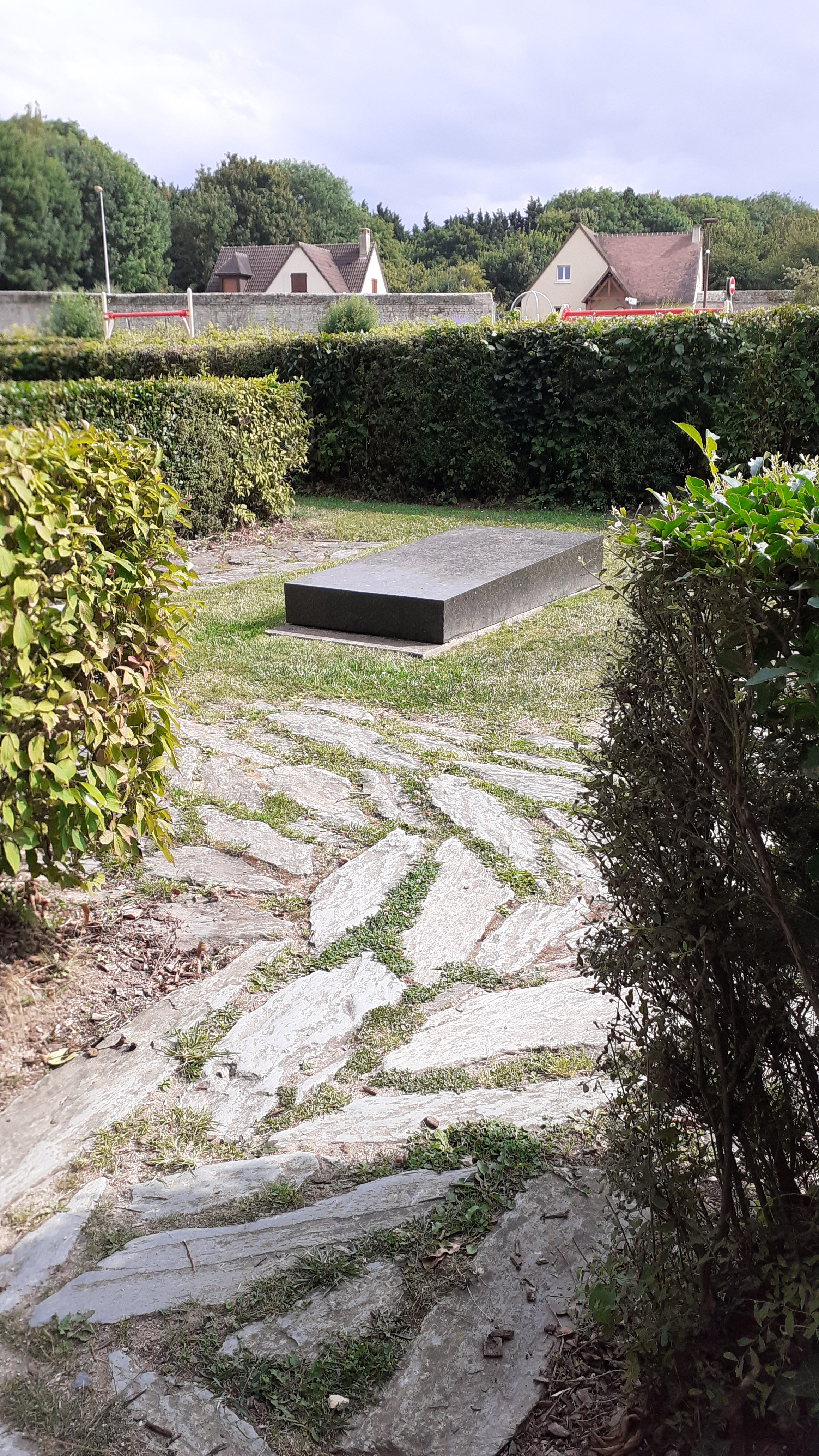
Tombe d'Agnès Aignan et Yvonne Paulmier

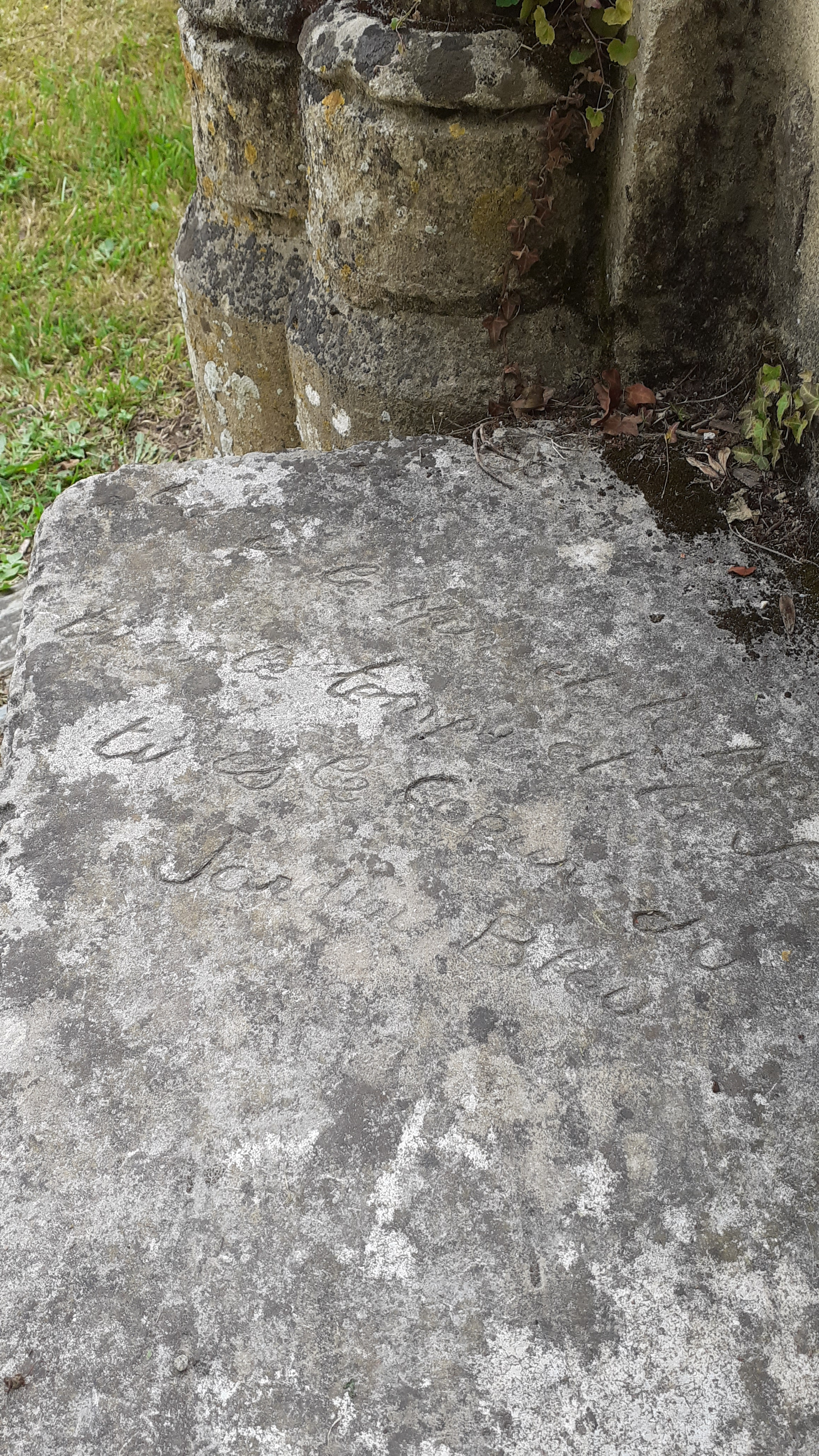
pilier et banc du jardin bleu

À l'arrière de l'ancienne grange, se situe le jardin Bleu. C'est là que reposent ensemble Yvonne Paulmier, fille de Valentine Bouillant et Charles-Ernest Paulmier, baronne de Marcay, décédée en 1950 et sa compagne Agnès Aignan, dernière propriétaire de la baronnie, décédée en 1986. 
Le peintre Paul César Helleu réalise en 1895 un portait d'Yvonne Paulmier intitulé Symphonie en blanc, Yvonne Paulmier,. Le compositeur Lao Silesu lui dédie en 1912 une composition intitulée un peu d'amour.
La dalle de marbre bleu foncé repose au centre d'allées pavées de schiste bleu du Cotentin. Elle était entourée par cinq cyprès bleus et l'on y déposait des fleurs bleues, ou jaunes, suivant les saisons. L'ensemble de ces tons bleutés, végétaux et minéraux, a donné le titre du jardin. Ce petit cimetière contient trois piliers du XIIIe siècle provenant de la chapelle qui encadrent un banc moderne où est gravé un tercet du poète persan Omar Khayyam :
"Tu es le mur et la maison,
Tu es le temps et la saison,
Tu es le cœur du Jardin Bleu."

### Les écuries
Construites au début du XXe siècle par Émile Palyart, les écuries de la Baronnie jouxtaient la grange. La mairie de Douvres-La-Délivrande a prévu de les rénover en 2013 afin d'y aménager des chambres disponibles à la location lors de mariages, cocktails et autres réceptions privées.

### La chapelle Saint-Symphorien
Construite aux XIIIe – XVe siècles, elle fut détruite au début du XIXe. Il n'en reste que quelques murs, des contreforts et des départs de colonne. Des éléments de décoration ont été retrouvés par les ouvriers lors des travaux de réhabilitation du Grand Logis de 2009-2010, en particulier des quadrilobes.